# Nelson Monfort
Pour les articles homonymes, voir Monfort.
Nelson Monfort, né le 12 mars 1953 à Boulogne-Billancourt, est un animateur et journaliste sportif franco-américain.
D'abord journaliste puis animateur et commentateur, il devient progressivement consultant chargé des interviews de sportifs dans de nombreuses disciplines, notamment l'athlétisme et la natation. Polyglotte, Nelson Monfort se construit une réputation francophone puis internationale, notamment pour sa longévité, depuis les Jeux olympiques de Barcelone en 1992, et sa fidélité à France Télévisions.

## Biographie

### Famille
Nelson Monfort est né en 1953 à Boulogne-Billancourt de père américain et de mère néerlandaise.

### Études et formation
Après une scolarité dans l'Institut Le Rosey, une des écoles les plus onéreuses du monde en Suisse, il obtient une licence en droit avant d'intégrer l'Institut d'études politiques de Paris pour se spécialiser dans les relations internationales. Après avoir obtenu son diplôme en 1976, il part une année aux États-Unis effectuer un stage à San Francisco dans le domaine de la finance. Grâce à ce séjour américain, il parle couramment l'anglais mais ne souhaite pas poursuivre dans la finance et se lance dans le journalisme.
Nelson Monfort présente la particularité de parler plusieurs langues, puisqu'en plus du français il parle couramment l'anglais,, l'espagnol,, l'italien, et l'allemand.

### Carrière journalistique
Sa carrière de journaliste débute par des collaborations pour plusieurs journaux et magazines : Historia, Le Quotidien de Paris, Le Progrès de Lyon, Le Figaro, Tennis Magazine, Montagne Magazine et Le Journal du dimanche. Ensuite, il rejoint la radio Europe 1 pour animer de 1986 à 1987 Tie Break et Green. Il effectue un « petit boulot » de caddie lui-même passionné de golf.
Il fait ses débuts par une interview de Martina Navrátilová le 11 octobre 1987 lors de la finale du Trophée de la femme du Cap d'Agde, ce qui marque un tournant dans sa carrière. Il succède à Sylvain Augier à la présentation de l'émission Sports-Loisirs sur FR3 de 1988 à 1989, remplacé par Sports 3 de 1989 à 1992, et Le Journal des sports entre 1993 et 1994 sur France 3.
De 1989 à 1996, il commente les retransmissions de golf sur France 3 et présente l'émission L'heure du Golf. En 1992, il fait ses débuts en tant qu’intervieweur dans les compétitions d'athlétisme et couvre ses premiers jeux olympiques à Barcelone. Il interviewe notamment le champion Carl Lewis, Nelson Monfort considérant cet entretien, comme « le souvenir le plus fort de sa carrière ». On peut aussi retenir celles de Bill Clinton à Roland-Garros en 2001 ou du sprinteur Michael Johnson lors des Jeux Olympiques d'Atlanta, juste après que celui-ci eut battu le record du monde du 200 m.
Amateur de musique classique, il présente l'émission Les Mélodies de Nelson sur Radio Classique le samedi et le dimanche de 12 h à 14 h et écrit quelques contributions dans Le Figaro. Il a été licencié de Radio Classique à la rentrée de septembre 2009, en même temps que quatre autres « licenciements économiques » (trois journalistes et un directeur technique). Il a été également chroniqueur sur Europe 1 dans le Club Sports, animé par Alexandre Delpérier, puis dans Les Pieds dans le plat, présenté par Cyril Hanouna.
À partir de 1992, Nelson Monfort commente le patinage artistique sur France Télévisions aux côtés de la consultante Annick Dumont, avant d'être rejoints par Philippe Candeloro à partir du Trophée de France de 2005. Il commente la cérémonie d'ouverture des Jeux olympiques de Turin en 2006 avec Daniel Bilalian et Luc Alphand, et la cérémonie d'ouverture des Jeux olympiques de Pékin de 2008 avec Daniel Bilalian.
En juillet 2023, il commente le Tour de France Femmes aux côtés de Nicolas Geay et Laurent Jalabert sur France 2, en étant chargé de la présentation du patrimoine sur le parcours de la course, à l'instar de Franck Ferrand sur le Tour de France. Il commente de nouveau l'épreuve pour sa 3e édition en août 2024,.
Le 9 juin 2024, après plus de trente-cinq ans de présence aux abords des courts de tennis, il fait ses adieux à Roland-Garros sur France Télévisions, après la victoire de Carlos Alcaraz en finale. Toutefois, il continue sa collaboration avec les chaînes du service public en couvrant les compétitions de natation et d'athlétisme pendant les Jeux olympiques et paralympiques de Paris 2024,.
À la rentrée 2024, on le retrouve chroniqueur dans Vivement Dimanche présenté par Michel Drucker sur France 3.

### Jeux télévisés et divertissements

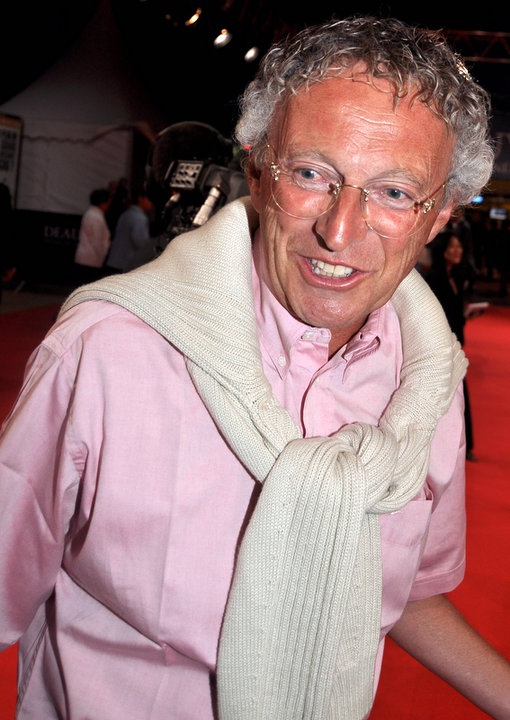
Nelson Monfort au festival du cinéma américain de Deauville en 2010.

Nelson Monfort a présenté quelques jeux télévisés sur France Télévisions comme : Jeux sans frontières, en 1999, avec Fabienne Égal ; Une semaine chrono, en 2006, avec Pierre Mathieu ; Intervilles, en 2009, avec son complice Philippe Candeloro. En novembre 2024, il est la voix-off d'une spéciale "Champions olympiques" du jeu Une famille en or animé par Camille Combal sur TF1.
En février 2025, il est candidat dans la saison 14 de Danse avec les stars sur TF1 avec Calisson Goasdoué comme partenaire de danse. Il est le premier candidat éliminé de cette saison. 

### Comédien
Nelson Monfort apparaît au cinéma, souvent dans son propre rôle ou en voix-off.
Entre 2005 et 2016, il joue aux côtés d'animateurs, d'animatrices et de journalistes de France Télévisions dans l'opérette Trois jeunes filles nues, le téléfilm Trois contes merveilleux et les pièces de théâtre Un fil à la patte, L'Hôtel du libre échange et Un chapeau de paille d'Italie, œuvres diffusées sur France 2.
En 2011, il joue au théâtre aux côtés de sa fille Victoria dans la comédie Nettoyage de printemps, mise en scène par Pierre Laur au théâtre du Gymnase à Paris.
Il est l'un des guests des séries de TF1 Nos chers voisins en 2015 et Joséphine, ange gardien en 2021.
En 2017-2018, il se lance dans un spectacle en hommage à Georges Brassens Les copains d'abord music tour. Il a, par ailleurs, été sur scène pour raconter Charles Trenet et Jean Ferrat notamment.
En 2024-2025, il joue dans la pièce Ça patine à Tokyo avec son complice Philippe Candeloro.

### Engagement
Nelson Monfort est membre de l'Académie Alphonse-Allais depuis 2019.
Protestant pratiquant, il contribue à la vie religieuse.

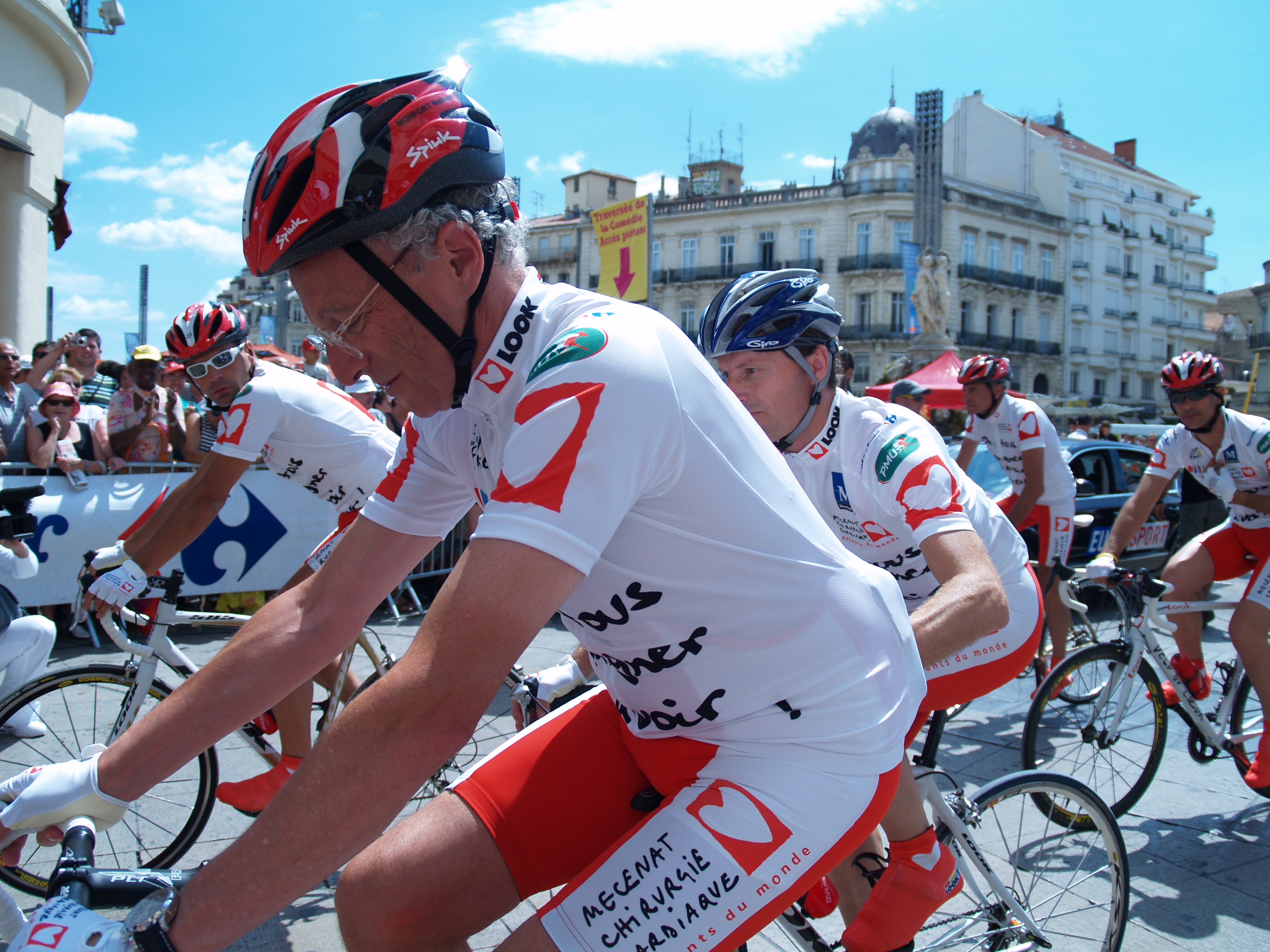
Nelson Monfort lors de l'opération « On a tous un cœur » pour Mécénat Chirurgie cardiaque durant le tour de France 2009.

## Reconnaissance et distinction
Véritable icône du paysage médiatique français, Nelson Monfort est souvent caricaturé par Les Guignols de l'Info ou imité par plusieurs humoristes, comme Nicolas Canteloup.
En 2011 il reçoit le Mag d'or du meilleur journaliste au bord du terrain, décerné par L'Équipe magazine.

## Vie privée
Nelson Monfort est marié à Dominique, ils ont deux filles : Isaure, née en 1984, et Victoria, née en 1989.

## Publications
- Palmarès du golf, Éditions Messinger, 1987,  (ISBN 978-2-8658-3084-8)
- Guide des golfs de France, de Belgique et de Suisse, Éditions Sand, 1993,  (ISBN 978-2-7107-0522-2)
- Nelson Monfort hors antenne, Éditions Solar, 2000,  (ISBN 978-2-2630-2705-5)
- Les Stars du patinage, Éditions Solar, 2001,  (ISBN 978-2-2630-3112-0)
- C'est à vous Nelson, préfacé par Nicolas Canteloup, Éditions du Moment, 2009,  (ISBN 978-2-3541-7047-9)
- La Méthode Nelson, anglais, Éditions Berlitz, 2011,  (ISBN 978-2-4002-0033-4)
- Jean Ferrat, Nelson Monfort et Philippe Lorin, Éditions du Rocher, 2011,  (ISBN 978-2-2680-7177-0)
- Le Roman de Londres, Éditions du Rocher, 2012,  (ISBN 978-2-2680-7421-4)
- Le Roman de Charles Trenet, Éditions du Rocher, 2013,  (ISBN 978-2-2680-7510-5)
- Sport : mes héros et légendes, Éditions Place des Victoires, 2013  (ISBN 978-2-8099-1048-3)
- Les Perles des journalistes sportifs, Éditions Fortuna, 2015[24]
- Ovnis : sommes-nous seuls ?, Nelson Monfort et Ivan Kiriow, Éditions Michel Lafon, 2019,  (ISBN 978-2-7499-3852-3)
- Mémoires Olympiques - 100 ans d'émotions sportives : 1924 - 2024, Nelson Monfort, Coline Bérard, Stéphane Catteau, Éditions Michel Lafon, 2024  (ISBN 978-2-7499-5821-7)

## Parcours à la radio
- 1986-1987 : animateur de l'émission Tie Break et Green sur Europe 1
- 2007-2009 : présentateur de l'émission Les Mélodies de Nelson les samedis et dimanches sur Radio Classique
- 2008-2010 : chroniqueur sur Europe 1 dans le Club Sports animé par Alexandre Delpérier
- 2014-2015 : Les Pieds dans le plat, présenté par Cyril Hanouna sur Europe 1

## Activités télévisuelles

### Animateur/journaliste
- 1988-2024 : intervieweur tennis sur Antenne 2, FR3 puis France Télévisions
- 1988-1989 : Sports-Loisirs sur FR3
- 1989-1992 : Sports 3 sur FR3
- 1989-1996 : L'Heure du golf sur FR3 puis France 3
- 1992-1993 : Le Journal des sports sur France 3
- 1993-1997 : Tout le sport sur France 3 (présentateur en alternance)
- 1992-2024 : intervieweur athlétisme sur France Télévisions
- 1992-2024 : commentateur patinage artistique, avec Philippe Candeloro (et Annick Dumont) sur France Télévisions
- 1999 : Jeux sans frontières sur France 2, avec Fabienne Égal
- 2006 : Une semaine sans chrono sur France 2, avec Pierre Mathieu
- 2009 : Intervilles sur France 3 : animateur avec Philippe Candeloro
- 2023 et 2024 : Tour de France Femmes sur France Télévisions : commentateur
- Depuis 2024 : Vivement dimanche sur France 3 : chroniqueur

### Participations
- 2005, 2012, 2017, 2018 : Fort Boyard sur France 2 : participant
- 2008 : N'oubliez pas les paroles ! sur France 2 : candidat
- 2014 : L'Œuf ou la Poule ? sur D8
- 2015, 2017 : Le Grand Blind Test sur TF1
- 2018-2020 : Le Grand Concours des animateurs sur TF1
- 2022 : 100% logique sur France 2
- 2024 : Une famille en or sur TF1 : voix off de l'épisode spécial "champions olympiques"
- 2025 : Danse avec les stars (saison 14) sur TF1 : candidat.

## Filmographie

### Cinéma
- 2003 : La Beuze, film de François Desagnat et Thomas Sorriaux : le commentateur du patinage (voix)
- 2003 : Les Clefs de bagnole de Laurent Baffie : le commentateur des plongeons
- 2006 : Comme t'y es belle ! de Lisa Azuelos : le commentateur de golf
- 2007 : Les Rois de la glisse (film d'animation americain) : le commentateur de la compétition (doublage français)
- 2013 : La Grande Boucle, film de Laurent Tuel : l'un des commentateurs du Tour de France
- 2023 : Les SEGPA au ski d'Ali Bougheraba et Hakim Bougheraba : lui-même
- 2025 : Les Bodin's partent en vrille de Frédéric Forestier : le journaliste de la scène finale

### Télévision
- 2005 : Un fil à la patte, d'après Georges Feydeau, mise en scène théâtrale télévisée de Francis Perrin : Antonio
- 2006 : Trois jeunes filles nues, opérette française de Raoul Moretti, Yves Mirande et Albert Willemetz, mise en scène de Francis Perrin : le facteur de Bougival
- 2007 : Trois contes merveilleux - conte Barbe-Bleue, téléfilm réalisé par Hélène Guétary : le curé Pierre
- 2014 : Les tourtereaux divorcent, téléfilm de Vincenzo Marano : lui-même
- 2015 : L'Hôtel du libre échange, pièce de Georges Feydeau, mise en scène de Raymond Acquaviva : le commissionnaire principal
- 2015 : Nos chers voisins (prime-time Nos chers voisins fêtent la nouvelle année) : un réparateur d'ascenseur
- 2016 : Un chapeau de paille d'Italie, pièce d'Eugène Labiche, mise en scène de Raymond Acquaviva : Tardiveau (teneur de livres)
- 2020 : Derby Girl (série télévisée) : narrateur (dans 9 épisodes)
- 2021 : Joséphine, ange gardien, épisode Les Patins de l'espoir : un juge arbitre

### Clip musical
- 2018 : J'aime le tennis, chanson d'Oldelaf : lui-même

## Théâtre
- 2011 : Nettoyage de printemps de Jean-Michel Wanger
- 2014 : Y'a d'la joie ! Nelson raconte Charles Trenet
- 2016 : Brassens en fête, le musical, de Fred Karato
- 2017-2018 : Les copains d'abord, Music Tour 2018
- 2021 : Nelson Monfort raconte Jean Ferrat Théâtre de la Contrescarpe
- 2022 : Mission Pangolin de François Artigas
- 2023 : Et Dieu créa le sport d'Alexis Chevalier
- 2024 : Dans la tête d'Horowitz, au festival de Toulouse
- 2024-2025 : Ça patine à Tokyo de Hugo Cremaschi